# Wilhelm Kathol (Techniker)
Wilhelm Kathol (* 1. November 1854 in Berlar; † 24. April 1944 in Thalfang im Hunsrück) war ein deutscher Techniker und Chemiker.

## Leben und Wirken
Wilhelm Kathol wurde als Sohn des Bauern Lorenz Kathol und Florentine Kathol (geb. Albers) in Berlar geboren. Nach dem Besuch der Schule in Berlar und Calle begann er eine Lehre als Schlosser in Ramsbeck und Arnsberg. Anschließend besuchte er die Gewerbeschule in Hagen und Koblenz. Es folgten Tätigkeiten als Techniker und Zeichner bei Maschinenfabriken in Köln-Kalk und Grevenbroich. Anschließend studierte Kathol an der Technischen Hochschule in Braunschweig.
Nach dem Studium begann seine langjährige Tätigkeit für die Maschinenfabrik Langen & Hundthausen (später Maschinenfabrik Grevenbroich). Als leitender Ingenieur war er verantwortlich für Bau und Einrichtung von Zuckerfabriken in Deutschland, Niederlande, Frankreich, Italien, Java, Ungarn, USA, Kuba, Belgien, Schweiz und Persien. Lange Zeit lebte er in den USA, bis er 1907 wieder nach Deutschland zurückkam. Er wohnte zunächst in Köln, entwickelte seinen „Kathol-Filter“ zur Reinigung von Säften, mit dem er in Fachkreisen hohe Anerkennung fand. 1916 ließ er sich in Walporzheim im Ahrtal nieder. 
Im hohen Alter von 80 Jahren brachte er seine Jugenderinnerungen zu Papier. Er schildert anschaulich das bäuerliche Leben im 19. Jahrhundert. Mundart und Hochdeutsch wechseln sich ab. Hierdurch sind die Erzählungen auch für den „heutigen“ Menschen gut lesbar.
Er war verheiratet und hatte sechs Kinder.

## Werke
- „Baßmes“ Hof. Sauerländisches Dorfleben vor hundert Jahren; Meschede 1938 Volltext (PDF)
- Lehr- und Wanderjahre (ungedruckt)